# Salome, die Blume des Morgenlands
Salome, die Blume des Morgenlands ist ein parodistischer Einakter, den Ernst Lubitsch 1921 nach eigenem Drehbuch realisierte. Er führte den biblischen Stoff um Salome, die Stieftochter des Königs Herodes, und den Täufer Johannes als Schattenspiel aus. Die Titelrolle wurde von Pola Negri gegeben. Er wurde durch die Filmprüfstelle verboten.

## Handlung
Im Zensurbescheid vom 19. Dezember 1921 wird der Inhalt wie folgt beschrieben:
„Salome tritt auf und der verbindende Text berichtet: ‚Dieweil sie sonst nichts anderes kann / starrt Salome den Mondschein an‘. Herodes, der in dem verbindenden Text Herr Odes genannt wird und als ein begehrlicher watschelnder Dickwanst dargestellt ist, betrachtet Salome mit verliebten Blicken, während diese den ‚Sklavenhäuptling‘ auffordert, in den Turm zu gehen und ‚Johann‘ zum Stelldichein zu holen. Man sieht dann den Täufer Johannes, dargestellt als einen langen dürren Menschen, und der verbindende Text meldet, daß seine Klause eng sei: ‚Denn ob der grossen Wohnungsnot / sich ihm nur diese Zuflucht bot‘. Salome macht Johannes eine Liebeserklärung, in der sie ihn als einen ‚feschen‘ Mann bezeichnet und zu ihm sagt ‚Mein Liebling sei doch nicht so blöde / Ich will einen Kuß und du bis zu spröde‘, worauf Johannes antwortet: ‚O Weib ich kann dich nicht verknusen / Hör auf mit deinem faden Schmusen!‘. Salome gerät in Zorn und schwört Rache. Sie steht vor Herodes. Herodes bittet sie, ihn mit einem ‚Foxtrott‘ zu beglücken, er würde ihr auch etwas Schönes schenken: ‚Als dies sie hört, ganz ungeniert / sich Salome décolletiert‘. Es erscheinen Dienerinnen und entkleiden Salome, die sich zum Tanz anschickt. Dieser Tanz wird indes nicht gezeigt: ‚Die weil der Nackttanz abgedroschen / ist das Interesse dran erloschen. Und wollt ihr dennoch einen seh’n / so müsst ins Kabarett ihr geh’n!‘. Salome erbittet nun statt eines Geschenkes, daß Johannes geköpft werden müsse. Der Henker überreicht ihr in einer Schüssel den Kopf des Johannes. Der Film endet mit den Worten ‚Die Strafe naht! Noch gibt’s den Fluch der bösen Tat!‘“

## Hintergrund
Der Salome-Stoff wurde Ende des Ersten Weltkrieges mehrfach als Vorlage für Filmdramen aufgegriffen: sowohl in den USA (mit Theda Bara 1918 und Alla Nazimova 1923) als auch in Deutschland (von Eugen Burg 1919, Franz Seitz sen. 1919).
Lubitsch lieferte hierauf als Parodie seine Einakter-Fassung, die er, sicher nicht ohne Blick auf Musiktitel wie den erfolgreichen „Orientalischen Foxtrott“ »Salome« (1919) von Robert Stolz, mit dem Zusatz „Blume des Morgenlands“ versah.
Vor 'anachronistischen' Aktualisierungen als Mittel der Parodie schreckte er ebenso wenig zurück wie vor der Aufnahme umgangssprachlicher („fesch“, „fade“) oder gar 'berlinischer' Wörter wie schmusen und verknusen in die Zwischentitel.

## Rezeption
Der Film lag am 16. September 1921 der Behörde vor und wurde unter Nummer B.04229 sogleich verboten. Ein weiterer Zensurtermin am 24. November 1921 konnte unter der Nummer B.04769 ein Verbot nicht abwenden. Auch der dritte Versuch, den Film durch die Zensur zu bringen, scheiterte am 19. Dezember 1921 bei der Oberprüfstelle, die unter Nummer B.254.21 das Verbot bekräftigte, so dass der Film nicht gezeigt werden konnte. Es gab allerdings eine Freigabe des Films in der Länge von 180 Metern durch die Filmprüfstelle Berlin am 2. Dezember 1921. Ob es dann zu öffentlichen Vorführungen in Kinos kam, ist derzeit nicht nachweisbar.
Eine Aufführung des Films wurde von der Zensur aufgrund der vermeintlichen Verunglimpfung der Bibel untersagt.  Dabei waren es nicht nur einzelne Szenen, die zu der Entscheidung führten, wie die als Beispiel genannte, „in der Salome das abgeschlagene Haupt des Täufers küsst“, sondern „der Film in seiner Gesamtheit“ sei geeignet, „verrohend“ und „entsittlichend“ zu wirken und „das religiöse Empfinden zu verletzen“.